# Helados EFE
Helados EFE (también conocida como Productos EFE) es una marca de helados venezolana fundada en Caracas el 8 de mayo de 1926 y que actualmente forma parte de Alimentos Polar, una de las subsidiarias de Empresas Polar.

## Inicios
Helados EFE fue fundada en Caracas el 8 de mayo de 1926 por Alberto Espinoza Blanco y su esposa Mila Fernández de Espinoza; de la fusión de las íniciales de sus apellidos surge la marca EFE (Espinoza-Fernández), quienes producían unos helados caseros en la Parroquia La Candelaria, Caracas.
El local donde se instaló la primera fábrica se encontraba en la residencia de sus fundadores y contaba con una batidora, unos pocos moldes y algunos carritos de fibra de vidrio diseñados por Avelino Pinho Pires. Decidieron vender los helados en la calle en ese año y obtuvieron buenos resultados.
Para el año 1941 la demanda de sus productos había crecido de tal forma, que se requirió un incremento en la escala del negocio. Es entonces cuando la fábrica se traslada a Puente Brión, a un local mejor preparado en área, capacidad productiva y capacidad para atender la demanda existente. Durante los años cuarenta y cincuenta la empresa continuó su ritmo de expansión, adoptando distintas formas de organización de su capital. Pasó a ser una Sociedad Anónima y luego, tras un significativo incremento del capital social, se inscribió a la compañía en la Bolsa de Valores de Caracas.
Para 1956, se inauguró la emblemática planta ubicada en la calle Adrián Rodríguez de la urbanización Chacao, en Caracas. Ese mismo año se inició la distribución en camiones, encargadas de la venta en las calles y urbanizaciones de la ciudad que permitieron mejorar la eficiencia en la distribución.

## Incorporación a Empresas Polar
En 1987 la Cervecería Polar adquiere la mayoría accionaría de Helados EFE, mientras que su principal competidor Tío Rico es adquirido en 1994 por Unilever tras una venta a la Organización Cisneros, con la intención de ganar mercado frente a EFE. El portafolio de productos y marcas de Helados EFE pasó entonces a ser incorporada en la organización de Polar adscribiéndose al negocio de alimentos de la misma. 
El portafolio se organiza en tres líneas de productos: Familiares, Individuales e Institucionales. Cada línea cuenta con helados en presentaciones o porciones individuales (tinitas, barras o palitos y barquillas), helados en presentaciones de medio litro, litro o tortas heladas y helados en presentaciones industriales (dirigidos al consumo comercial).
Se pueden encontrar helados de diferente composición, los cremosos que tienen una mezcla de grasas de origen natural y proteínas, también se encuentran los producidos con leche o derivados que pueden o no contener frutas u otros componentes; Helados en base de leche, que son mezclas de grasas de origen lácteo y al que se le añaden sabores de origen natural o artificial; y los helados en base de agua (sorbetes), que son fabricados con mezclas de agua y azúcar fundamentalmente y se les añaden sabores o pulpas de frutas para obtener diversas mezclas.

## Mercado
En la actualidad, la marca de Helados EFE encabeza la gama de productos individuales y familiares y a su vez hace referencia a sub-marcas como Pastelado, Golazoo, Súper Tornado y Simphony. La marca controla cerca de 60 por ciento del mercado venezolano, por encima de su principal competidor, Tío Rico. 

La operación de Productos EFE cuenta con la planta ubicada en el Municipio Chacao del área metropolitana de Caracas y tiene 12 sucursales comerciales a lo largo de Venezuela. Desde ellas se distribuye a clientes de manera directa.
En los años 80 conformaron una alianza con el grupo empresarial 1BC. Motivo por el cual algunos de sus productos se comercializaban como 750 y 92.9 en clara alusión a las emisoras de radio de dicho consorcio, amén de transmitir sus spots publicitarios exclusivamente a través de Radio Caracas Televisión. Esto como estrategia de mercadeo para competir con Helados Tío Rico que pertenecía a la Organización Cisneros y pautaba únicamente a través de Venevisión.
En 2003 frente a una reestructuración de las Empresas Polar se decide crear la división Alimentos Polar en donde finalmente es transferida la marca Efe. El 20 de octubre de 2005 como parte de un programa de modernización, Empresas Polar lanza una nueva imagen de la marca a través de un logotipo modificado con las letras en minúscula.
En la actualidad cuenta además con más de 16.000 equipos de venta en todo el país, y diferentes Heladerías Efe en distintos centros comerciales de Venezuela.

## Productos
Efe tiene diferentes productos de venta para tiendas, aunque además, tiene productos para el publicó en general, estos son:
- Originales
  - Mantecado
  - Fresa
  - Chocolate
  - Café
  - Ron pasa
- Napolitano
- Cachorro
- Efe especial:
  - Chocolate Brownie
  - Tiramisú
  - Cookies and cream
  - Pralines and cream
- Palito
- Fruta:
  - Guanábana
  - Mango
  - Fresa-Frambuesa
  - Fresa/Mora-Yogur
  - Naranja con mantecado (Creamsicle)
- Golazo
- Merengada
- Pastelado
- Toddy
- Super Tornado
- Piñatica
- EFE Sandwich
- Konga
  - Uva
  - Fresa
  - Naranja

Entiéndase que varios de estos mismos se han perdido, y pocos se siguen vendiendo hoy en día, por problemas económicos.